# La Landec
La Landec [la lɑ̃dɛk] est une commune française située dans le département des Côtes-d'Armor, en région Bretagne.

## Géographie
|                 | Saint-Maudez | Vildé-Guingalan |
| Plélan-le-Petit | La Landec    |                 |
|                 | Languedias   | Trébédan        |

### Hydrographie
Pour un article plus général, voir Réseau hydrographique des Côtes-d'Armor.
La commune est située dans le bassin Loire-Bretagne. Elle est drainée par le Pont Renault et les Vaux du Moulin,,.

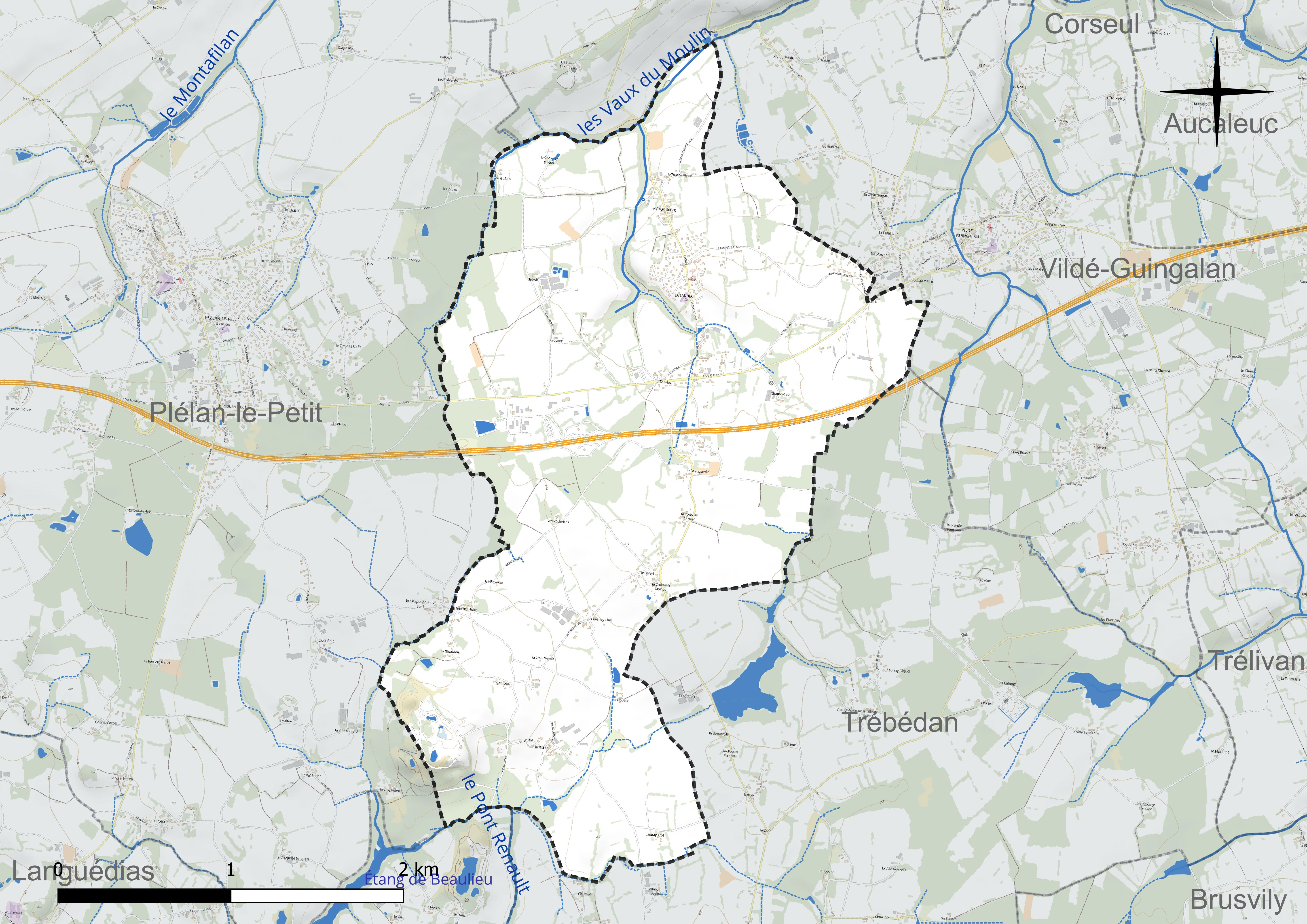
Réseau hydrographique de la Landec.

### Climat
Pour des articles plus généraux, voir Climat de la Bretagne et Climat des Côtes-d'Armor.
En 2010, le climat de la commune est de type climat océanique franc, selon une étude du CNRS s'appuyant sur une série de données couvrant la période 1971-2000. En 2020, Météo-France publie une typologie des climats de la France métropolitaine dans laquelle la commune est exposée à un climat océanique et est dans la région climatique  Bretagne orientale et méridionale, Pays nantais, Vendée, caractérisée par une faible pluviométrie en été et une bonne insolation. Parallèlement l'observatoire de l'environnement en Bretagne publie en 2020 un zonage climatique de la région Bretagne, s'appuyant sur des données de Météo-France de 2009. La commune est, selon ce zonage, dans la zone « Intérieur  », exposée à un climat médian, à dominante océanique.  
Pour la période 1971-2000, la température annuelle moyenne est de 11,3 °C, avec  une amplitude thermique annuelle de 11,9 °C. Le cumul annuel moyen de précipitations est de 757 mm, avec 12,2 jours de précipitations en janvier et 7 jours en juillet. Pour la période 1991-2020, la température moyenne annuelle observée sur la station météorologique la plus proche, située sur la commune du Quiou à 16 km à vol d'oiseau, est de 11,6 °C et le cumul annuel moyen de précipitations est de 757,4 mm,. Pour l'avenir, les paramètres climatiques de la commune estimés pour 2050 selon différents scénarios d’émission de gaz à effet de serre sont consultables sur un site dédié publié par Météo-France en novembre 2022.

## Urbanisme

### Typologie
Au 1er janvier 2024, La Landec est catégorisée bourg rural, selon la nouvelle grille communale de densité à 7 niveaux définie par l'Insee en 2022.
Elle est située hors unité urbaine. Par ailleurs la commune fait partie de l'aire d'attraction de Dinan, dont elle est une commune de la couronne,. Cette aire, qui regroupe 25 communes, est catégorisée dans les aires de moins de 50 000 habitants,.

### Occupation des sols
L'occupation des sols de la commune, telle qu'elle ressort de la base de données européenne d’occupation biophysique des sols Corine Land Cover (CLC), est marquée par l'importance des territoires agricoles (85,2 % en 2018), en diminution par rapport à 1990 (89,2 %). La répartition détaillée en 2018 est la suivante : 
terres arables (44,8 %), zones agricoles hétérogènes (37,2 %), forêts (9,3 %), zones urbanisées (5,6 %), prairies (3,2 %). L'évolution de l’occupation des sols de la commune et de ses infrastructures peut être observée sur les différentes représentations cartographiques du territoire : la carte de Cassini (XVIIIe siècle), la carte d'état-major (1820-1866) et les cartes ou photos aériennes de l'IGN pour la période actuelle (1950 à aujourd'hui).

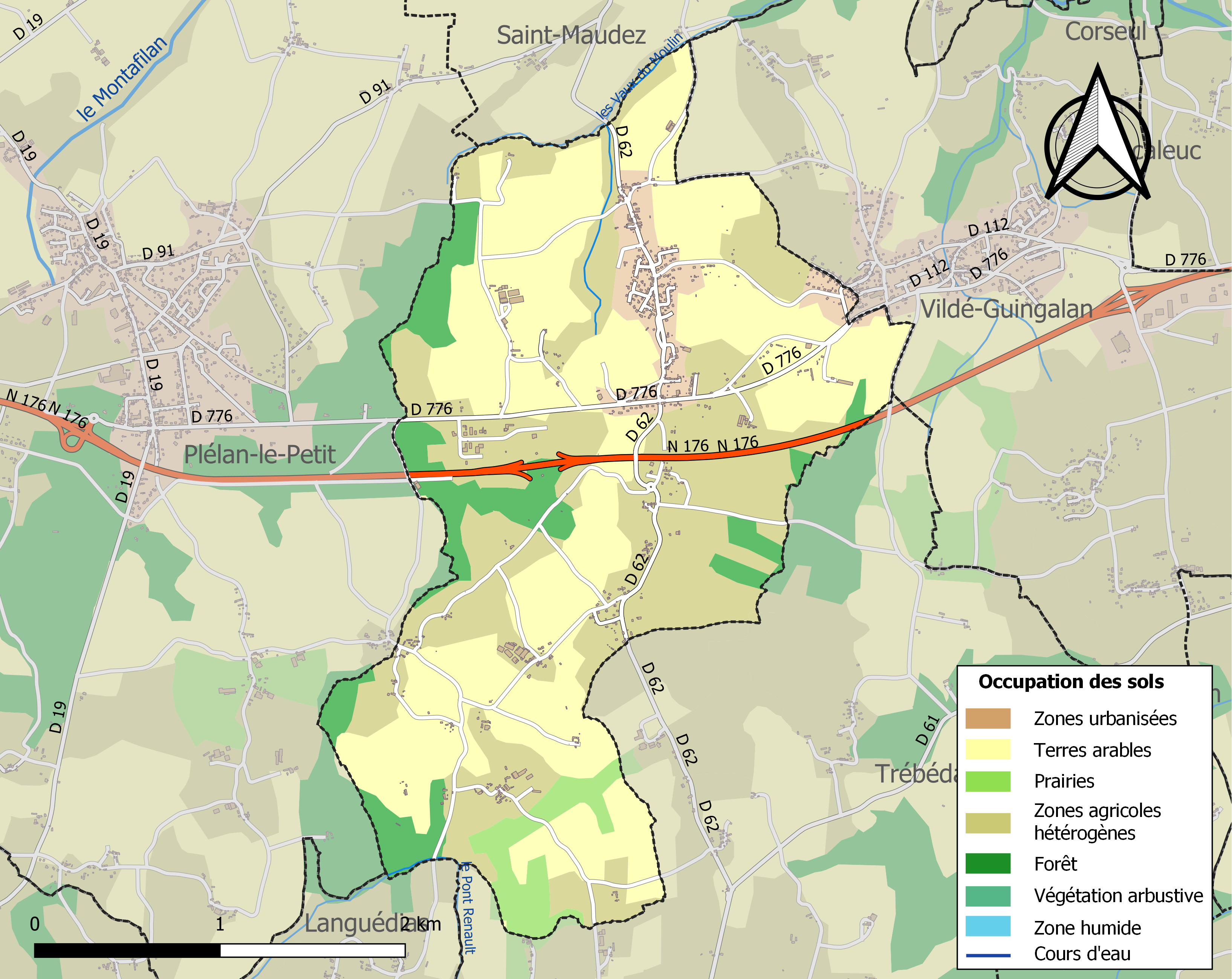
Carte des infrastructures et de l'occupation des sols de la commune en 2018 (CLC).

## Toponymie
Les formes anciennes Parrochia de Lanadec en 1235, Lannandec en 1236, Lanandec en 1260, La Landec en 1363.
La Landec est issu du vieux breton lan « ermitage » et de saint Ladec, originaire de Cornouailles.

## Histoire
La paroisse de La Landec, enclavée dans le diocèse de Saint-Malo, faisait partie du doyenné de Bobital, relevant du diocèse de Dol, et était sous le vocable de sainte Agnès[Laquelle ?].

### LeXXesiècle

#### Les guerres duXXesiècle
Le monument aux morts porte les noms de 27 soldats morts pour la Patrie :
- 23 sont morts durant la Première Guerre mondiale ;
- 4 sont morts durant la Seconde Guerre mondiale.

## Politique et administration
| Période                                  | Période     | Identité         | Étiquette | Qualité            |
| ---------------------------------------- | ----------- | ---------------- | --------- | ------------------ |
| mars 1983                                | 26 mai 2020 | Alain Besnard    | MoDem-UDI | Retraité           |
| 26 mai 2020                              | En cours    | Didier Saillard, |           | Artisan terrassier |
| Les données manquantes sont à compléter. |             |                  |           |                    |

## Démographie
| 1793 | 1800 | 1806 | 1821 | 1831 | 1836 | 1841 | 1846 | 1851 |
| ---- | ---- | ---- | ---- | ---- | ---- | ---- | ---- | ---- |
| 366  | 312  | 375  | 421  | 400  | 358  | 374  | 387  | 376  |

| 1856 | 1861 | 1866 | 1872 | 1876 | 1881 | 1886 | 1891 | 1896 |
| ---- | ---- | ---- | ---- | ---- | ---- | ---- | ---- | ---- |
| 362  | 388  | 428  | 424  | 418  | 430  | 414  | 435  | 408  |

| 1901 | 1906 | 1911 | 1921 | 1926 | 1931 | 1936 | 1946 | 1954 |
| ---- | ---- | ---- | ---- | ---- | ---- | ---- | ---- | ---- |
| 415  | 426  | 392  | 368  | 355  | 353  | 343  | 336  | 353  |

| 1962 | 1968 | 1975 | 1982 | 1990 | 1999 | 2006 | 2007 | 2012 |
| ---- | ---- | ---- | ---- | ---- | ---- | ---- | ---- | ---- |
| 320  | 396  | 369  | 447  | 472  | 460  | 621  | 644  | 744  |

| 2017 | 2022 | - | - | - | - | - | - | - |
| ---- | ---- | - | - | - | - | - | - | - |
| 723  | 749  | - | - | - | - | - | - | - |

## Lieux et monuments
- Église Saint-Pierre-et-Sainte-Agnès.